# 阿可麥克縣 (維吉尼亞州)
阿可麥克縣（英語：Accomack County）是美國維吉尼亞州東部的一個縣，位於德玛瓦半岛上，北為馬里蘭州，西為切薩皮克灣，南為北安普頓縣。面積3,393平方公里。根據美國2000年人口普查估計，共有人口38,305人。縣治阿可麥克。
1634年設縣。語出印第安語accawmacke，意思是「在水一方」。1642年改名為北安普頓縣以去除土著色彩。1663年縣分為南北兩部，北部恢復了原名。1670年州長威廉·伯克利廢除。州議會在1671年推翻了決定。1940年議會決定在縣名後加上一個「k」。